# Christisonia flammea
Christisonia flammea är en snyltrotsväxtart som beskrevs av Sedgwick. Christisonia flammea ingår i släktet Christisonia och familjen snyltrotsväxter. Inga underarter finns listade i Catalogue of Life.